# 曹忠明
曹忠明（1965年10月—），男，浙江宁波人，中华人民共和国外交官，曾任中华人民共和国驻比利时王国特命全权大使，现任中华人民共和国驻新加坡共和国特命全权大使。

## 生平
1989年，毕业于北京大学，进入中华人民共和国外交部工作，先后在外交部非洲司、驻乍得大使馆任职，后任外交部非洲司参赞。2003年，任驻法国大使馆参赞。2006年，任外交部非洲司副司长。2011年3月，出任中华人民共和国驻马里大使。2014年，任外交部干部司副司长。2015年，升任外交部干部司司长。2018年9月，出任中华人民共和国驻比利时大使。2024年2月，自驻比利时大使离任。3月，出任中华人民共和国驻新加坡大使。

## 家庭
已婚，有一子。